# هيديكي يوشيأوكا
هيدًكي يوشيأُوكا (باليابانية: 吉岡 秀樹) (مواليد 6 يونيو 1972)، هو لاعب كرة قدم ياباني سابق كان يلعب كلاعب وسط.

## وصلات خارجية
- هيديكي يوشيأوكا على موقع رابطة كرة القدم اليابانية للمحترفين (اليابانية)
- هيديكي يوشيأوكا على موقع عالم كرة القدم.نت (الإنجليزية)